# Petr Kouba
Petr Kouba (Praga, 28 gennaio 1969) è un ex calciatore ceco.
Ha giocato in entrambe le Nazionali (cecoslovacca e ceca) dal 1991 al 1998, collezionando 40 presenze e partecipando alla fase finale del Campionato europeo di calcio 1996, concluso con un secondo posto.
È figlio d'arte: suo padre Pavel è stato a sua volta portiere della nazionale cecoslovacca.

## Palmarès

### Club
- Campionato cecoslovacco: 2

Sparta Praga: 1990-1991, 1992-1993
- Coppa di Cecoslovacchia: 1

Sparta Praga: 1991-1992
- Campionato ceco: 2

Sparta Praga: 1993-1994, 1994-1995
- Coppa della Repubblica Ceca: 1

Sparta Praga: 1995-1996
- Campionato tedesco: 1

FC Kaiserslautern: 1997-1998
- Campionato spagnolo: 1

Deportivo: 1999-2000
- Supercoppa di Spagna: 1

Deportivo: 2000

### Individuale
- Calciatore ceco dell'anno: 1

1993